# Dieter Hallervorden
Dieter „Didi“ Hallervorden (5. září 1935, Dessau) je německý komik, herec, zpěvák a kabaretní umělec. Velkou oblibu v německy mluvících zemích si získal v polovině 70. let v groteskních čtyřdílných filmech série Didi.

## Filmografie
- 1972: Co? (Che?), režie Roman Polański
- 1981: Ach, milý Harry! (Ach, du lieber Harry), režie Jean Girault
- 1984: Podoba čistě náhodná (Didi – Der Doppelgänger), režie Reinhard Schwabenitzky
- 1985: Didi a pomsta vyděděnců (Didi und die Rache der Enterbten), režie Christian Rateuke a Dieter Hallervorden
- 1986: Didi na plný plyn (Didi auf vollen Touren), režie Wigbert Wicker
- 1988: Expert Didi (Didi – Der Experte), režie Reinhard Schwabenitzky
- 2008: Jeden a půl rytíře (1½ Ritter – Auf der Suche nach der hinreißenden Herzelinde), režie Til Schweiger, Torsten Künstler a Christof Wahl
- 2012: Dívka a smrt (Das Mädchen und der Tod), režie Jos Stelling
- 2012: Dítě (Das Kind), režie Zsolt Bács
- 2013: Poslední závod (Sein letztes Rennen), režie Kilian Riedhof
- 2014: Med v hlavě (Honig im Kopf), režie Til Schweiger a Lars Gmehling
- 2017: Splašené srdce (Rock My Heart – Mein wildes Herz), režie Hanno Olderdissen